# Nurota
Nurota es una localidad de Uzbekistán, en la provincia de Navoi.
Se encuentra a una altitud de 489 m sobre el nivel del mar. 

## Demografía
Según estimación 2010 contaba con una población de 30 995 habitantes.

## Fundación
Nurota fue fundada en 327 a.de J.C. con el nombre de Nur por Alejandro Magno. Aún quedan restos de la fortaleza que construyó al sur de la ciudad, así como el sistema de abastecimiento de agua, que todavía hoy es parcialmente utilizado.